# Acaena glabra
Acaena glabra é uma espécie de rosácea do gênero Acaena, pertencente à família Rosaceae.